# Монархизм
Монархи́зм (от греч. μοναρχία – единовластие) — общественно-политическое движение, целью которого провозглашается установление, сохранение или реставрация монархии.
Монархические организации существуют во многих государствах мира. Крупнейшим объединением монархистов в мире является Международная монархическая конференция (ММК). По состоянию на 11 января 2010 года ММК объединяла 67 монархических организаций и средства массовой информации (СМИ) из 31 государства мира. Россию в ММК представляют «Российский Имперский Союз-Орден», принадлежащие последней сайты «ЛегитимистЪ» и «The Russian Monarchist’s Blog», а также «Русское имперское движение». Также Российская империя представлена Организацией польских монархистов. Президентом ММК является Кришна Прасад Сигдель (Непал), генеральным секретарём ММК — Сильван Руссильон (Франция). Также существуют Международная монархическая лига и Общество Объединённых роялистов. В некоторых республиканских государствах монархисты активно участвуют в политической борьбе. Например, в Болгарии Национальное движение за стабильность и подъём (бывшее Национальное движение «Симеон II») входит в число ведущих партий государства и даже была правящей. В Чехии существует Монархическая партия Чехии, Богемии и Моравии, среди членов которой есть нескольких глав муниципалитетов и депутаты ряда муниципальных собраний.

## Идейные обоснования монархии

### Божья воля
Монархия с точки зрения монархизма — это принцип верховной власти, основывающийся на исполнении монархом воли Бога и от этого обретающего свою власть. Монарх, в соответствии с такой концепцией, получает власть от Бога. По этому признаку монархисты отличают монархию от республики (где верховная государственная власть даётся человеку в результате консенсуса — всеобщих выборов) и аристократии (где верховная власть принадлежит меньшинству знатнейших представителей общества). Монарх для монархиста — в первую очередь нравственный авторитет, а не юридический. Соответственно, монархия считается «богоугодной» формой государственного правления, в то время как республика нередко — «выдумкой дьявола». «Как небо, бесспорно, лучше земли, и небесное лучше земного, то так же бесспорно лучшим на земле должно быть признано то, что на ней устроено по образу небесного, как и сказано было боговидцу Моисею: „виждь, да сотвориши вся по образу показанному тебе на горе“ (Исх. 25:40), то есть на высоте боговидения. Согласно с этим Бог, по образу Своего небесного единоначалия, учредил на земле царя; по образу Своего небесного Вседержительства устроил на земле царя самодержавного; по образу Своего царства непреходящего, продолжающегося от века и до века, поставил на земле царя наследственного» (св. Филарет Московский).

### Древнегреческая философия
Платон учит, что после «идеального государства» ограниченная монархия (царская власть) является лучшей из шести «неправильных» форм правления, а абсолютная монархия является тиранией — худшей из возможных форм правления.

### Данте
Данте Алигьери утверждает: «Монархия необходима миру для его благосостояния», обосновывая это так:
- Любая совместная жизнь людей как разумных существ — будь то семья, поселение, город или королевство — предполагает, что кто-то один должен управлять всеми. Он основывает свое доказательство на тезисе Аристотеля: когда множество упорядочивается в единство, необходимо, чтобы нечто одно регулировало или управляло, а прочее регулировалось или управлялось. Поселение — более высокая общность, следующая за семьёй, за ним следует город, за городом — королевство, за королевством — весь человеческий род. Если весь человеческий род упорядочивается в нечто единое, то должно быть одно упорядочивающее начало, и оно должно называться монархом или императором. Данте приводит поговорку тех времен, применявшуюся как злое пожелание: «Пусть у тебя в доме будет тебе равный».
- Человечество есть некое целое, состоящее из частей, и некая часть относительно целого. Оно есть целое по отношению к отдельным королевствам и народам; оно есть часть по отношению ко всей Вселенной, управляемой ее главой (каковою является Бог и монарх). Рассуждая в категориях части и целого, Данте приходит к тому же выводу, что монархия необходима миру для его благосостояния.
- Человеческий род тогда достигает совершенства, когда он наиболее уподобляется Богу; следовательно, как единый Бог владычествует во всей Вселенной, так и род человеческий должен быть устроен по образцу этого единства.
- Всюду, где может возникнуть раздор, должен быть и суд. Правители, между которыми возникают раздоры, также должны быть подчинены кому-то третьему, с более широкими полномочиями, главенствующему над обоими в пределах своего права. Поэтому необходим монарх или император как первый и высший судья, чье суждение предупреждает все раздоры.
- Мир лучше всего устроен, если высшую силу в нем имеет справедливость. Справедливость имеет высшую силу лишь при монархе, который в наибольшей степени стремится к добру, так как ему нечего желать для себя. У него также больше силы для осуществления своей цели и больше любви к людям, ибо ему близок весь человеческий род.
- Человеческий род оказывается в наилучшем состоянии, когда он совершенно свободен. Но люди, живущие под властью монарха, наиболее свободны. Монарх всемирного государства ограждает свободу провинций и городов от тиранов, защищает законность и справедливость, обеспечивает вечный мир на земле. Ибо в монархии правитель существует для граждан, а не граждане для монарха.
- Монарх не имеет никаких поводов к алчности, которая искажает правильное суждение и является помехой справедливости.
- Во всемирном государстве, которое проектирует Данте, действует принцип автономности в законодательстве, а также сохраняются местные обычаи. Данте обращается к «Никомаховой этике» Аристотеля, где рекомендуется внимание к «духу законов». Для реализации этого принципа также необходима монархия. Данте пишет, что народы, королевства и города имеют свои особенности, которые надлежит регулировать разными законами. Различным образом должны быть управляемы скифы, живущие в холодном климате, страдающие от неравенства дня и ночи, и люди, обитающие на экваторе, где день равен ночи, но люди страдают от чрезвычайно знойного воздуха. Но человеческий род, в соответствии со своими общими чертами, должен управляться монархом и общим для всех правилом приводиться к миру. Это правило, или общий закон, отдельные правители должны получать от монарха.
- Весь человеческий род упорядочивается во что-то единое, и наилучшее его состояние зависит от единства воли всех. Но «воля всех не может быть единой, если нет единого правителя, чья воля способна быть госпожой и руководительницей всех прочих». Стало быть, нужен единый правитель для всех — монарх или император.

## Монархизм по государствам

### Монархизм в России
В России первые политические организации монархического толка стали появляться в 1880-е годы, особенно активно монархическое движение развивалось в период с 1905 года по 1917 год. Именно тогда возникли такие крупные монархические организации как Союз русского народа, выступавший за сохранение самодержавия, и Союз 17 октября, поддерживавший установление в России конституционной монархии. Революция 1917 года привела к падению монархического строя и запрету монархических организаций в России, деятельность монархистов была почти полностью парализована, началась гражданская война и интервенция, в результате которой большинство видных деятелей монархического движения погибли или оказались в эмиграции.
Даже после окончательной победы большевиков в России монархисты продолжали свою борьбу, как агитационную, так и военную. В конце 1921—начале 1922 годов органами ВЧК-ГПУ была нейтрализована подпольная антисоветская «Монархическая организация Центральной России» (МОЦР). В 1929 году штабс-ротмистр Альберт Христианович Шиллер, участник Первой мировой войны и Гражданской войны, по поручению генерала Петра Владимировича Глазенапа нелегально пересёк границу СССР и создал в Ленинграде подпольную монархическую группу. Отряды монархистов на Дальнем Востоке вели партизанскую войну против советской власти до 1930-х годов.
В годы советской власти центр деятельности русских монархистов был вынужденно перенесён на Запад. Там жили члены династии Романовых. В то время в российском эмигрантском монархическом движении было три основных течения: «кирилловцы», «николаевцы» и «младороссы». «Кирилловцы» (они же легитимисты) с 1924 года поддерживали великого князя Кирилла Владимировича в связи с убийством императора Николая II, его сына и наследника Алексея Николаевича и отказом от престола Михаила Александровича, объявившего о принятии на себя прав и обязанностей Императора Всероссийского. «Николаевцы» (они же непредрешенцы) поддержали великого князя Николая Николаевича-младшего, заявившего о том, что форму правления определит «народ», а в случае выбора в пользу монархии тот же «народ» изберёт и монарха. «Младороссы» (Союз «Молодая Россия») собирались строить новую Россию «на монархическом фундаменте», не «учтя глубинные, неотвратимые процессы, произошедшие на Родине».
После распада СССР монархические организации в Российской Федерации — России стали появляться вновь, а в 2012 году возникла первая официально зарегистрированная Монархическая партия России, также провозглашающая целью установление конституционной монархии. В апреле 2013 года спикер Русской православной церкви протоиерей Всеволод Чаплин заявил, что церковь не исключает возрождения монархии в России.
До 2012 года монархисты не участвовали в борьбе политических партий, считая, что этот путь не ведёт к достижению цели возрождения монархии. При этом они активно участвуют в общественной жизни: проводятся просветительские мероприятия, совместные акции с Православной церковью, акции в пользу нуждающихся детей из бедных семей, мероприятия для военнослужащих. В 1999 году движение «За Веру и Отечество» предпринимало попытку участия в выборах в Государственную Думу, но не было допущено к выборам.
В 2012 году уральским политиком и предпринимателем Антоном Баковым была создана и зарегистрирована под Екатеринбургом Монархическая партия России. 12 декабря она получила лицензию Минюста России и была допущена к выборам. В сентябре 2013 приняла участие в выборах органов городской власти Екатеринбурга. В феврале 2013 года провела в Париже I Конгресс русских монархических сил, заявив консолидацию монархистов одним из направлений своей работы. Летом 2013 года партия, опираясь на Основные государственные законы Российской империи, объявила наследником престола немецкого принца Карла-Эмиха Лейнингенского в связи с его переходом в православие — при крещении ему было дано православное имя Николай Кириллович Романов. Баков регулярно встречается с ним и проводит консультации.
Часть монархистов поддерживают наследников великого князя Кирилла Владимировича на Российский престол, объединившись вокруг Марии Владимировны Романовой. Другие же монархисты признают только права Кирилла Владимировича и его сына Владимира Кирилловича, отрицая при этом права дочери последнего Марии Владимировны, как «родившейся от морганатического брака с урождённой российской дворянкой». Данную позицию занимает Всероссийский Монархический Центр и другие организации. Кроме того, на современном этапе развития в России существует множество монархических организаций «непредрешенческого» толка, такие как Союз Русского Народа, Союз Михаила Архангела, хоругвеносцы и др.
В современной России был создан ряд монархических организаций: Монархическая партия, «Всероссийский Монархический Центр» (председатель Николай Николаевич Лукьянов), «Российский Имперский Союз-Орден» (начальник с 2016 г. — Дмитрий Сысуев), движение «За Веру и Отечество» (руководитель — Константин Касимовский), «Российское монархическое общественное движение» (руководитель с 2011 г. Сергей Михайлович Чесноков; основатель и руководитель движения (1999—2011 гг.) — Кирилл Немирович-Данченко), «Российское дворянское собрание» (предводитель — О. В. Щербачёв).
Современный Всероссийский монархический центр считает, что «Российская Империя не была упразднена в установленном порядке (на Учредительном собрании). В соответствии с нормами международного права она считается государством, утратившим юридическую дееспособность. Действие её нормативно-правовых актов временно приостановлено, но может быть возобновлено в любой момент». Однако 5 (18) января 1918 года Учредительное собрание провозгласило Российскую Демократическую Федеративную Республику.
Многие националистические организации поддерживают идею восстановления монархии. Так, монархические взгляды разделяет Русское национальное единство, считая, что самодержавная монархия должна быть восстановлена, но только после национал-социальной революции.

### Международные организации
- Международная монархическая конференция
- Общество Объединённых роялистов
- Международная монархическая лига
- Ассоциация монархической прессы
- Общество постоянства
- Международный союз монархистов
- Европейская ассоциация монархистов
- Императорская и королевская лига Юго-Восточной Азии
- Международное наполеоновское общество
- Демократическая инициатива Центральной Европы за монархию
- Международный общеевропейский союз
- Союз фалангистов Восточной Европы

### Азия
- Афганистан
  - Королевский дом Афганистана
  - Движение национальной солидарности Афганистана
- Бруней
  - Партия национального развития
- Вьетнам
  - Вьетнамская конституционная монархическая лига (нелегальная)
- Израиль
  - «Беад Арцейну»
- Индия
  - Монархическая лига Индии
- Иран
  - Партия возрождения (нелегальная)
  - Конституционная партия Ирана
  - Sarbazan and Janbakhtegan (нелегальная)
- Ирак
  - Иракская конституционная монархия
- Лаос
  - Партия Королевского правления Лаоса
- Непал
  - Национально-демократическая партия
  - Национально-демократическая партия—Чанд
  - Партия Sabdhavana
- Камбоджа
  - ФУНСИНПЕК
- Китай
  - «Красные повязки»
  - «Белый лотос»
  - Общество защиты императора (династия Цин) (нелегальная)
  - Организация восстановления династии Цин (нелегальная)
- Япония
  - Партия «Новый курс»
  - Uyoku Dantai

### Америка
- Аргентина
  - Братство традиционалистов Карла VII
  - Аргентинское монархическое движение
- Бразилия
  - Императорский дом Бразилии
  - Бразильское монархическое движение
  - «Императорский курьер»
  - «Императорский лист»
  - «Монархия Бразилии»
  - Движение монархистов
  - Народное движение за монархию
  - Партия за настоящую демократию
  - Монархическая молодёжь Бразилии
- Канада
  - Монархическая лига Канады
  - Орден оранжистов
- Мексика
  - Движение мексиканских монархистов
- США
  - Общество постоянства (англ. The Constantian Society)

### Африка
- Алжир
  - Национал-монархическая партия Алжира
- Бурунди
  - Abahuza
  - Парламентская монархическая партия
- Египет
  - Египетские роялисты
- Ливия
  - Ливийский конституционный союз
- Мадагаскар
  - ФАНАРЕ
- Эфиопия
  - Национальный эфиопский фронт
  - Моа Anbessa
  - Коронный совет Эфиопии
- ЮАР
  - Южноафриканское монархическое общество

### Европа
- Австрия
  - Чёрно-желтый альянс
  - Социально-консервативная партия монархистов Австрии
  - Австрийская ассоциация
  - «Белая роза»
- Албания
  - Партия движения к законности
  - Партия Албанского монархического демократического движения
  - Албанское национальное движение к законности
- Армения
  - Монархическая партия Армении
  - Армянский Княжеский Союз
  - Меликский Союз
- Бельгия
  - Бельгийский союз
  - Христианско-демократическая и фламандская
  - Национальный фронт
- Беларусь
  - Монархическая лига Великого княжества Литовского
- Болгария
  - Национальное движение за стабильность и подъём
- Великобритания
  - Консервативная партия
  - Шотландская консервативная партия
  - Партия независимости Соединённого Королевства
  - Королевское общество Стюарт
  - Страффорд клуб
  - Шотландская партия Якобитов
  - Партия Якобитов
  - Ассоциация конституционной монархии
  - Ассоциация «Мария Стюарт»
  - Монархическая ассоциация Оксфордского университета
- Венгрия
  - Монархический портал
- Германия
  - Друзья монархии
  - Bund aufrechter Monarchisten
  - «Традиция и жизнь»
  - «Молодёжь лояльная кайзеру»
  -  Бавария
  - Баварская королевская партия
  - Ассоциация верности королю
- Греция Королевский дом Греции
  - Греческая царская семья
  - «Национальная идея»
  - Национальная ассоциация монархистов
  - Греческий королевский союз
- Грузия
  - Союз грузинских традиционалистов
  - Монархическо-консервативная партия Грузии
- Испания
  - Народная партия Испании
  - Испанская фаланга
  - Общество традиционалистов (карлистов)
  - Партия карлистов
  - Организация монархических действий
  - Испанский институт фундаментализма
  - Сообщество традиционалистов
- Италия Монархический альянс
  - Итальянское монархическое движение
  - Итальянский монархический союз
  - Национальное монархическое движение
  - Группа «Савой»
  - Католический альянс
- Польша
  - Консервативно-монархический клуб
  - Польская лига монархистов
  - Организация польских монархистов
  - Американское общество по защите традиций, семьи и собственности в Польше
  - Польский союз монархической группировки
  - Польское движение монархистов
- Португалия Integralismo Lusitano
  - Народная монархическая партия
  - Королевское дело
  - Движение лузитанского интегрализма
  - Реконкиста
  - «Национальное просвещение»
  - «Посланники короля»
- Россия
  - Монархическая партия РФ
  - Всероссийский Монархический Центр
  - Орден Царского Орла
  - Российский Имперский Союз-Орден
  - Русское имперское движение
  - Союз русского народа
  - Движение «За Веру и Отечество»
- Румыния
  - Национальная крестьянская партия (Румыния)
  - Партия «Великая Румыния»
  - Национальная народная партия
  - Либеральный союз «Брэтиану»
  - Ассоциация друзей короля Михаила
  - Альянс за монархию
- Северная Ирландия Оранжевый орден
- Сербия
  - Сербское движение обновления
  - Сербское демократическое движение обновления
  - «Королевская молодёжь»
  - Сербский союз за Королевство
  - Сербский блок роялистов
  - Сербское движение монархистов
- Украина
  - Всеукраинская общественная организация «Трон»
  - Украинская фаланга
  - Клуб молодых монархистов
  - Украинский союз монархистов
  - Союз Великоукраинцев
  - Монархическая группа
- Турция
  - «Османское сообщество»
- Франция
  - «Аксьон Франсез» (орлеанисты)
  - Альянс роялистов
  - Демократический сбор (Капетинги)
  - Новое роялистское действие (орлеанисты)
  - Совет герцога Анжуйского
  - Союз в пользу монархии
  - «Национальная реставрация»
  - Движения Франция и королевство
  - Французские роялисты
  - Институт дома Бурбонов
- Чехия
  - «Чешская корона»
- Швеция
  - «Объединённые монархисты»
  - Роялистская ассоциация
  - «Королевская молодёжь»
- Эстония
  - Эстонская монархическая лига

### Австралия и Океания
- Австралия
  - «Австралийцы за конституционную монархию»
  - Австралийский монархический альянс
  - Австралийская монархическая лига
  - Орден оранжистов
- Новая Зеландия
  - Монархическая лига Новой Зеландии